# Garcinia harmandii
Garcinia harmandii är en tvåhjärtbladig växtart som beskrevs av Jean Baptiste Louis Pierre. Garcinia harmandii ingår i släktet Garcinia och familjen Clusiaceae. Inga underarter finns listade i Catalogue of Life.